# 조 키리
조 키리(영어: Joe Keery, 1992년 4월 24일 ~ )는 미국의 배우, 가수이다.